# Rachel van Cutsen
Rachel van Cutsen (* 8. Juli 1984 in Spijkenisse) ist eine niederländische Badmintonspielerin. 

## Karriere
Rachel van Cutsen gewann 2007 die Dutch International im Damendoppel mit Paulien van Dooremalen und die Czech International im Dameneinzel. 2009 siegte sie bei den Swedish International Stockholm wieder im Damendoppel mit Paulien van Dooremalen.

## Sportliche Erfolge
| Saison | Veranstaltung                   | Disziplin   | Platz | Name                                       |
| ------ | ------------------------------- | ----------- | ----- | ------------------------------------------ |
| 2004   | Dutch Open                      | Dameneinzel | 5     | Rachel van Cutsen                          |
| 2005   | Italian International           | Dameneinzel | 5     | Rachel van Cutsen                          |
| 2006   | Spanish International           | Dameneinzel | 3     | Rachel van Cutsen                          |
| 2006   | Swedish International           | Dameneinzel | 5     | Rachel van Cutsen                          |
| 2007   | Czech International             | Dameneinzel | 1     | Rachel van Cutsen                          |
| 2007   | Dutch International             | Damendoppel | 1     | Paulien van Dooremalen / Rachel van Cutsen |
| 2009   | Swedish International Stockholm | Damendoppel | 1     | Paulien van Dooremalen / Rachel van Cutsen |
| 2009   | Irish Open                      | Dameneinzel | 2     | Rachel van Cutsen                          |